# Аккредитация
Аккредитация (лат. accredo, «доверять») — процедура официального подтверждения того, что определённый объект, учреждение или услуга полностью соответствуют установленным критериям, показателям, требованиям (стандарту). Наиболее распространена в сфере оказания профессиональных услуг, для оценки качества которых потребитель услуг, как правило, не обладает достаточными компетенциями. Де-факто различают аккредитацию национальным органом по аккредитации в национальной системе аккредитации (Федеральный закон от 28.12.2013 № 412-ФЗ), ведомственные системы обязательной сертификации, образованные различными федеральными органами исполнительной власти и организациями, осуществляющими полномочия по аккредитации с подтверждением соответствия (нормируется подзаконными НПА в соответствие с Распоряжением Правительства Российской Федерации от 12.10.2010 № 1760-р и на основании Федерального закона "О техническом регулировании"). и аккредитацию в рамках отраслевых НПА ведомств.
Аккредитуются:
- организации (вузы, СМИ и др.);
- услуги, для оценки качества которых потребитель не обладает достаточной компетенцией.

К аккредитуемым услугам относят: услуги по образованию, услуги по проведению испытаний (испытательные лаборатории), услуги по клинической диагностике (медицинские лаборатории), услуги по калибровке (калибровочные лаборатории), услуги по сертификации (органы по сертификации) и т. п. Как правило, аккредитацию проводят органы по аккредитации, которые осуществляют свою деятельность по определённым правилам и процедурам.

## Аккредитация лабораторий
При аккредитации лабораторий в качестве стандарта, устанавливающего требования, используется международный стандарт ISO/IEC 17025 либо межгосударственный ГОСТ ISO/IEC 17025-2019 «Общие требования к компетентности испытательных и калибровочных лабораторий». Деятельность органов по аккредитации лабораторий регламентируется международным стандартом ISO/IEC 17011 либо межгосударственным ГОСТ ISO/IEC 17011-2018 «Оценка соответствия. Требования к органам по аккредитации, аккредитующим органы по оценке соответствия».
Процедура аккредитации должна проводиться в соответствии со следующими принципами: добровольность (аккредитуют только те лаборатории, которые изъявляют желание подвергнуться процедуре), независимость (органы по аккредитации не должны быть связаны с аккредитуемыми лабораториями общими интересами), компетентность (органы по аккредитации должны быть охвачены системой внешней проверки их компетентности, как правило, со стороны других органов по аккредитации), доступность (аккредитация должна проводиться по правилам, которые являются общедоступными), равноправность (ко всем лабораториям предъявляются одинаковые требования). При положительном исходе процедуры лаборатория получает документ (аттестат аккредитации), который удостоверяет, что лаборатория соответствует требованиям ISO/IEC 17025.
Функции национального органа по аккредитации в Российской Федерации возложены на Федеральную службу по аккредитации (Росаккредитация). В то же время аккредитацию проводит ряд негосударственных органов по аккредитации.

## Аккредитация организаций, оказывающих услуги в области охраны труда
Организации, оказывающие услуги в области охраны труда, должны быть аккредитованы в соответствии с Порядком, установленным Приказом Минздравсоцразвития России от 01.04.2010 № 205н, которым утверждены Перечень услуг в области охраны труда, для оказания которых необходима аккредитация, и Правила аккредитации организаций, оказывающих услуги в области охраны труда. В Перечень входят услуги по:
- осуществлению функций службы охраны труда или специалиста по охране труда работодателя, численность работников которого не превышает 50 человек;
- обучению работодателей и работников вопросам охраны труда. Процедура осуществляется в уведомительном порядке.

Организация, предполагающая осуществлять оказание услуг в области охраны труда, представляет в Министерство труда России заявление, в котором указываются:
- полное и сокращенное, в том числе фирменное (при наличии), наименование юридического лица в соответствии с записью в Едином государственном реестре юридических лиц (ЕГРЮЛ), его организационно-правовая форма;
- почтовый адрес места нахождения организации;
- основной государственный регистрационный номер организации;
- идентификационный номер налогоплательщика;
- вид услуги в области охраны труда, для оказания которой осуществляется аккредитация;
- сведения о наличии в уставе организации одного (нескольких) из видов деятельности, предусмотренных Перечнем услуг в области охраны труда, для оказания которых необходима аккредитация;
- сведения об отсутствии решения о ликвидации организации и отсутствии решения арбитражного суда о признании организации банкротом и об открытии конкурсного производства на день подачи заявления об аккредитации организации, оказывающей услуги в области охраны труда;
- сведения об отсутствии решения о приостановлении деятельности организации в порядке, предусмотренном законодательством Российской Федерации об административных правонарушениях, на день подачи заявления;
- сведения о наличии справочной базы действующих законодательных и иных нормативных правовых актов по охране труда, а также справочной документации по охране труда. Заявление представляется заявителем в Министерство труда России непосредственно или направляется почтовым отправлением с описью вложения с уведомлением о вручении. Разъяснения о сведениях, которые должны содержаться в заявлении организаций, претендующих на внесение в Реестр аккредитованных организаций, приведены в письме Минздравсоцразвития России от 20.07.2010 № 22-3/10/2-6080. Процедура аккредитации занимает до 60 дней и осуществляется бесплатно. Административный регламент предоставления государственной услуги по аккредитации организаций, оказывающих услуги в области охраны труда утвержден приказом Минтруда России от 23.04.2015 № 242н «Об утверждении Административного регламента предоставления Министерством труда и социальной защиты Российской Федерации государственной услуги по аккредитации организаций, оказывающих услуги в области охраны труда». Наличие аккредитации можно проверить в Реестре аккредитованных организаций, оказывающих услуги в области охраны труда[3].

Организация, предполагающая осуществление функции службы охраны труда или специалиста по охране труда работодателя, численность работников которого не превышает 50 человек, в дополнение к сведениям, указанным в пункте 5 Правил, должна указать в заявлении сведения о специалистах, имеющих высшее профессиональное образование, подтвержденное документом государственного образца, и стаже их практической работы в области охраны труда.
Организации, оказывающие услуги в области охраны труда, подлежат обязательной аккредитации, за исключением организаций, проводящих специальную оценку условий труда, порядок аккредитации которых устанавливается законодательством о специальной оценке условий труда. Перечень услуг, для оказания которых необходима аккредитация, правила аккредитации, включающие в себя требования аккредитации, которым должны соответствовать организации, оказывающие услуги в области охраны труда, порядок проведения контроля за деятельностью аккредитованных организаций, порядок приостановления или отзыва аккредитации устанавливаются федеральным органом исполнительной власти, осуществляющим функции по выработке государственной политики и нормативно-правовому регулированию в сфере труда (ст. 217 Трудового кодекса РФ).
Организация, осуществляющая функции по проведению обучения работодателей и работников вопросам охраны труда, в дополнение к сведениям, указанным выше, должна указать в заявлении:
- сведения о документах (номер, дата, кем выданы), подтверждающих право осуществления образовательной деятельности, выданных в установленном порядке уполномоченным органом исполнительной власти;
- сведения о программах обучения, по которым осуществляется обучение работодателей и работников решению вопросов охраны труда, а также учебно-методических материалах, используемых при проведении обучения;
- сведения о кадровом составе обучающей организации, включая сведения о наличии в обучающей организации не менее 30 процентов преподавателей, работающих в организации на штатной основе, от общего числа преподавателей, их образовании;
- сведения о технических средствах обучения, включая технические средства обучения по оказанию первой помощи лицам, пострадавшим на производстве, используемых в процессе обучения;
- сведения о системе учета и хранения результатов обучения по охране труда и проверки знаний требований охраны труда.

## Аккредитация высшего учебного заведения
В большинстве стран высшие учебные заведения проходят аккредитацию. Это оценка и признание качества деятельности образовательной организации в целом или отдельных образовательных программ. Аккредитация в высшем образовании дается, как правило, на 5—6 лет.
В России аккредитация в сфере образования регламентируется Федеральным законом «Об образовании в Российской Федерации» и «Положением о государственной аккредитации образовательной деятельности». В соответствии с Федеральным законом существует несколько видов аккредитации: государственная аккредитация как обязательная форма регламентации образовательной деятельности для аккредитованных вузов и независимые формы — общественная и профессионально-общественная аккредитации.
Государственную аккредитацию проводит федеральный орган исполнительной власти — Рособрнадзор на соответствие требованиям федеральным государственным образовательным стандартам. По результатам государственной аккредитации вуз получает свидетельство о государственной аккредитации на 6 лет.
Общественную и профессионально-общественную аккредитацию проводят уполномоченные российские, зарубежные или международные организации на соответствие российским профессиональным или международным стандартам.

### Свидетельство о государственной аккредитации
При успешном прохождении процедуры государственной аккредитации учебное заведение получает свидетельство о государственной аккредитации, которое выдает Рособрнадзор.
Наличие свидетельства об аккредитации дает вузу право предоставлять при поступлении абитуриентам льготы, предусмотренные законодательством Российской Федерации, а студентам очной формы обучения предоставлять отсрочку от призыва на срочную военную службу, а также право на поступление в магистратуру.
Выданное учебному заведению свидетельство о государственной аккредитации действительно только при наличии приложения к нему. Именно в приложении указан перечень всех аккредитованных профессиональных образовательных программ, по которым вуз имеет право предоставлять выше указанные льготы учащимся и выдавать по окончании диплом государственного образца (в действующем законодательстве — диплом установленного образца).

### Независимая аккредитация
В большинстве стран мира учебные заведения и медицинские учреждения не аккредитуются непосредственно федеральным правительством. Аккредитация традиционно осуществляется различными некоммерческими объединениями (национальными или региональными) и уполномоченными организациями. Россия — практически единственная страна, где проводится государственная аккредитация государственным органом исполнительной власти.
Во всех европейских странах, а также в Казахстане, Грузии, Турции организации по аккредитации высшего образования (аккредитационные агентства) один раз в 5 лет проходят процедуру международного признания («аккредитация аккредитаторов») по Европейским стандартам для гарантии качества высшего образования, которые были официально утверждены Конференцией министров образования (Берлин, 2005) в рамках Болонского процесса. При успешном прохождении такой процедуры аккредитационные агентства получают статус полного члена Европейской Ассоциации гарантии качества в высшем образовании ENQA и проходят официальную регистрацию в Европейском реестре гарантии качества EQAR. В России такой статус имеет Национальный центр профессионально-общественной аккредитации (Нацаккредцентр).
Решения аккредитационного агентства признаются во всех странах-участницах Болонского процесса и заносятся в Базу данных аккредитованных вузов и образовательных программ DEQAR.
Также сложилась мировая практика специализированной аккредитации для образовательных программ «регулируемых профессий» (инженерные, медицинские, бизнес-образования и др.) Например, аккредитацию программ в области техники и технологий проводит Аккредитационный центр Ассоциации инженерного образования России (АИОР). В области бизнес-образования для программ MBA наиболее известны аккредитации EQUIS, AMBA, AACSB, служащие своеобразным «знаком качества» учебных заведений.